# Renée Garilhe

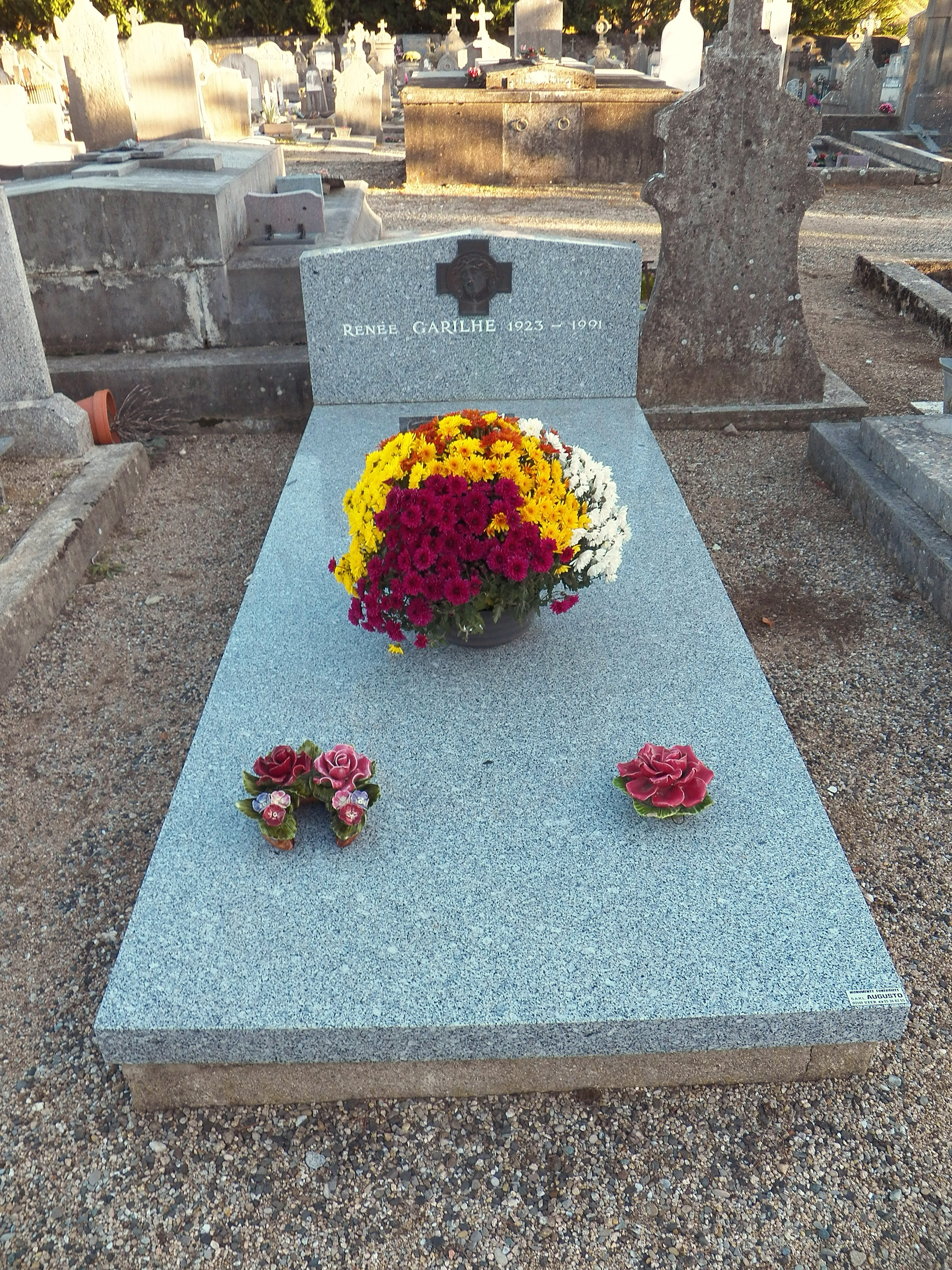
Mormântul lui Renée Garilhe

Renée Garilhe (n. 15 iunie 1923, Paris, Île-de-France, Franța – d. 6 iulie 1991, Paris, Île-de-France, Franța) a fost o scrimeră ce a reprezentat Franța, medaliată olimpică. A participat la 4 ediții ale Jocurilor Olimpice (1948, 1952, 1956, 1960) în care a câștigat o medalie de bronz.